# Петер Дуке
Петер Дуке (14. октобар 1941) бивши је источнонемачки фудбалер.

## Биографија
Играо је на позицији нападача. Био је фудбалер године у Источној Немачкој. Шездесетих година прошлог века био је веома популаран у тој земљи. У каријери је наступао само за један клуб, Карл Цајс Јену, од 1959. до 1977. године. Његов темперамент и високо развијен осећај за правду водили су ка честим споровима са судијама, које су га понекад коштале и искључења са терена. Ипак, због свог фудбалског талента, био је миљеник публике. 
За репрезентацију Источне Немачке је одиграо преко шездесет утакмица и постигао 15 голова. Као члан олимпијског тима Источне Немачке, освојио је бронзану медаљу на играма у Минхену 1972. године. Учествовао је на ФИФА Светском првенству 1974. године у Западној Немачкој.

## Успеси

### Клуб
Карл Цајс Јена
- Прва лига Источне Немачке: 1963, 1968, 1970.
- Куп Источне Немачке: 1960, 1972, 1974.

### Репрезентација
Источна Немачка
- Олимпијске игре: бронзана медаља Минхен 1972.

### Награде
- Најбољи играч Источне Немачке: 1971.
- Најбољи стрелац Прве лиге Источне Немачке: 1963. (19 голова)